# Ovosodo
Ovosodo è un film del 1997 diretto da Paolo Virzì.
Il titolo fa riferimento a un rione livornese chiamato così per via delle maglie bianco-gialle indossate durante le gare remiere, anche se nella realtà il protagonista della pellicola Piero Mansani risiede in zona Barriera Garibaldi. Il titolo allude anche alla frase con cui il film si conclude: i sogni di gioventù che il protagonista non ha potuto rincorrere gli si ripresentano alla coscienza con una sensazione fisica di stretta alla gola come, dice lui, se avesse "mangiato un ovo sodo col guscio e tutto".

## Trama

Lisa (Regina Orioli) e Piero

Piero Mansani è un ragazzo che vive in un rione alla periferia di Livorno. Fin da bambino Piero deve affrontare il dolore e le difficoltà per la morte della madre, ritrovandosi fin da subito nel mondo degli adulti, fatto di scoperte, disillusioni e primi amori. Nella sua professoressa Giovanna trova la persona che più gli è vicino, perché lo comprende, lo apprezza e gli trasmette l'amore per lo studio. Piero, infatti, non può contare sull'appoggio della famiglia, composta dal padre, ex portuale che sconta varie condanne in carcere; dalla matrigna Mara, troppo nevrotica e delusa dalla vita per comprenderlo; e dal fratello, affetto da un grave ritardo mentale. A peggiorare la situazione è il quartiere popolare dove Piero abita, il rione Ovosodo, in cui la vita è una giungla e ci si deve saper districare tra mille situazioni spiacevoli.
Piero passa un'adolescenza turbata e confusa che inizia a vivere davvero soltanto quando incontra, all'ultimo anno delle scuole superiori, Tommaso, un ragazzo che vive alla giornata, insofferente a qualsiasi disciplina, che lo travolge in un vortice di avventure. A dispetto del suo spirito apparentemente scapestrato, Tommaso non può fare a meno di subire le influenze della sua famiglia, molto agiata e benestante, che al termine del liceo decide di mandarlo a studiare negli Stati Uniti nonostante il suo scarso interesse. Dopo un iniziale rifiuto Tommaso decide di accettare la cosa e lasciarsi alle spalle la sua vita movimentata con grande dispiacere di Piero, che capisce così che la vita è diversa per ognuno e può riservare dolori e delusioni inaspettate.
La grande giostra sentimentale della vita inizia finalmente a girare prima con Lisa, la bella cugina di Tommaso, una ragazza dal carattere volubile con la quale Piero avrà una storia tra alti e bassi che terminerà con un inesorabile fallimento, e poi con la dolce vicina Susy, ritrovata dopo anni di lontananza e da sempre innamorata di Piero, con cui egli inizia una serena convivenza seguita dal matrimonio, che gli darà una figlia che chiamerà come la sua amata professoressa, Giovanna. Dopo aver trovato lavoro in fabbrica ed essersi diplomato grazie agli stimoli di Susy, Piero diventa più disilluso ma non per questo si perde d'animo, anche perché riesce finalmente a trovare il suo posto nella vita e a costruirsi una famiglia vivendo serenamente. Nonostante ciò, talvolta, sogni di gioventù che il protagonista non ha potuto rincorrere gli si ripresentano alla coscienza con una sensazione fisica di stretta alla gola come, dice lui, se avesse mangiato "un ovo sodo col guscio e tutto".

## Produzione
La maggior parte degli attori che presero parte al film erano debuttanti. 
Susy da adolescente è interpretata da Enrica, la sorella minore di Claudia Pandolfi.

## Distribuzione
Il film è uscito nelle sale italiane il 12 settembre 1997.

## Citazioni
I libri raccontati da Piero in fabbrica sono Grandi speranze di Charles Dickens e La ragazza di Bube di Carlo Cassola.
Andrea Pazienza viene citato tre volte. Due esplicitamente: durante l'esame di maturità e quando Piero, a letto, legge Pompeo. E una implicitamente: la scena in cui Piero bambino va a raccogliere il pallone, infatti, è chiaramente ripresa dal fumetto Un'estate.
La bottegaia prosperosa rimanda alla tabaccaia di Amarcord di Federico Fellini.

## Riconoscimenti
- 1997 - Festival di Venezia
  - Leone d'argento - Gran premio della giuria a Paolo Virzì
  - Premio Pasinetti a Edoardo Gabbriellini
  - Candidatura Leone d'oro a Paolo Virzì
- 1998 - David di Donatello
  - Migliore attrice non protagonista a Nicoletta Braschi
  - Miglior sonoro a Tullio Morganti
  - Candidatura Miglior film
  - Candidatura Miglior regia a Paolo Virzì
  - Candidatura Migliore sceneggiatura a Francesco Bruni, Furio Scarpelli e Paolo Virzì
  - Candidatura Migliore montaggio a Jacopo Quadri
- 1998 - Nastro d'argento
  - Candidatura Regista del miglior film a Paolo Virzì
  - Candidatura Migliore soggetto a Francesco Bruni, Furio Scarpelli e Paolo Virzì
  - Candidatura Migliore sceneggiatura a Francesco Bruni, Furio Scarpelli e Paolo Virzì
  - Candidatura Migliore attrice non protagonista a Nicoletta Braschi
- 1998 - Ciak d'oro
  - Migliore sceneggiatura a Francesco Bruni e Paolo Virzì
  - Candidatura alla miglior attrice non protagonista a Nicoletta Braschi
- 1998 - Taormina Film Fest
  - Arancio d'oro al miglior film
  - Candidatura Biglietto d'argento al miglior regista a Paolo Virzì